# Dunkelscheibiger Fälbling
Der ungenießbare Dunkelscheibige Fälbling oder Flämmlings-Fälbling (Hebeloma mesophaeum) ist eine Pilzart aus der Familie der Hymenogastraceae. Die Fruchtkörper erscheinen von September bis November besonders im Nadelwald.

## Merkmale

### Makroskopische Merkmale
Der Hut ist 5–8 cm breit und flach gebuckelt. Die Oberfläche ist typischerweise zweifarbig. Die Mitte ist rötlich- bis kastanienbraun und schmierig, der Rand blass cremebeige und feinfaserig. Außerdem ist der Hutrand oft mit silbrigen bis blass gelblichen Velumresten geschmückt. Junge Pilze besitzen eine deutlich ausgeprägte Cortina.
Die gedrängt stehenden, breiten Lamellen sind heller oder dunkler milchkaffeefarben und ausgebuchtet am Stiel angewachsen. Das Sporenpulver ist braun.
Der Stiel ist 5–10 cm lang und 0,5–0,8 cm breit. Auf blass holzbraunem Grund und zur Stielbasis hin zunehmend dunkler werdend ist er durch die grauweißliche, abwischbare Cortina flockig-filzig. Das Fleisch ist mehr oder weniger gleichfarben. Es riecht leicht rettichartig oder fruchtig und schmeckt bitter.

### Mikroskopische Merkmale
Die eiförmigen bis ellipsoiden, fast glatten Sporen sind 8–10 µm lang und 5–6 µm breit. Sie sind fein warzig ornamentiert. Die Cheilozystiden sind fädig bis keulig.

## Artabgrenzung
Der Dunkelscheibige Fälbling ist durch seine dunkelbraune Hutmitte und das stark ausgeprägte Velum relativ leicht zu erkennen. Von verwandten Arten seiner Gattung ist er hauptsächlich durch mikroskopische Merkmale getrennt. Auch der Kohlen-Schüppling (Pholiota carbonaria) sieht sehr ähnlich aus. Er wächst vorzugsweise auf Brandstellen.

## Ökologie und Verbreitung
Der recht häufige Dunkelscheibige Fälbling wächst im Nadelwald, besonders bei Kiefern und Fichten. Er kommt aber auch bei Birken vor. Außerdem kann man ihn auch in Parkanlagen unter Nadelbäumen finden. Die Fruchtkörper erscheinen von September bis November auf mehr oder weniger feuchten Böden. Stellenweise tritt er in großen Mengen auf.

## Bedeutung
Der Dunkelscheibige Fälbling ist wegen seines bitteren Geschmacks ungenießbar.